# Джая Харіварман I
Джая Харіварман I (*जयहरिवर्मन् ६; д/н — 1162/1167) — раджа-ді-раджа Чампи в 1147–1162/1167 роках. Вів запеклі війни з Кхмерською імперією та Дайв'єтом, зумівши відновити єдність та незалежність держави. Відомий також як Джая Харіварман VI.

## Життєпис

### Молоді роки
Походив з молодшої гілки Восьмої династії. Син Рудравармана, раджи Пандуранги. При народженні отримав ім'я Ратнабхумівіджая та титул раджи Шиванандана. На той час північну частину було захоплено володарем Сур'яварманом II.
З невідомих причин Ратнабхумівіджаю було вигнано з держави. Він повернувся лише близько 1145 року, коли кхмерський чакравартин (імператор) Сур'яварман II вдерся до Чампи, захопивши столицю Віджайю і окупував північну частину країни. Раджа-ді-раджа Джая Індраварман III (вуйко Ратнабхумівіджаї) після вторгнення кхмерів безвісти зник, тому новим володарем було оголошено був проголошений Рудравармана. Але той контролював лише південь держави з центром в Пандурангу. У 1147 році після смерті останнього владу перебрав Ратнабхумівіджая, який прийняв тронним ім'я Джая Харіварман I.

### Панування
Відновив війну проти Кхмерської імперії, намагаючись звільнити північ Чампи. У 1147 році Сур'яварман II відправив військо на чолі з генералом Шанкарою на завоювання Пандуранги, проте в битві біля села Фанранг на Раджапурській рівнині Джая Харіварман вщент розбив військо супротивника. Опис своєї перемоги володар Чампи наказав висікти на скелі Батау Таблах, що височіла неподалік.
1148 року Сур'яварман II у Віджаї проголосив царем Чампи принца Харидеву, брата своєї першої дружини, і направив проти Джаї Харівармана I. Але той переміг кхмерів у битві на Вірапурській рівнині, після чого цар у контрнаступ і незабаром відвоював Віджайю, звільнивши північ країни від кхмерів. Харидева втік до Камбуджадеша.
1149 року кхмерський чакравартин відправив до Чампи нову армію, проте Джая Харіварман I знову здобув перемогу, а Харидева загинув під час битви. Після цього Джайя Харіварман I пройшов інтронізацію за традиційним обрядом і прийняв титул раджа-ді-раджа.
У 1150 році повернув столицю царства з Пандурангу до Віджайї. Невдовзі новий кхмерський володар Дгараніндраварман II перетягнув на свій бік Вамшараджу, брата дружини Джаї Харівармана I, а також різними обіцянками переконав повстати гірські племена кірита. Ті оголосили правителем Вамшараджу, проте невдовзі були розбито військами Джая Харівармана I. Вамшараджа втік до Дайв'єту, де запросив військову допомогу в імператора Лі Ань Тонга. Вамшараджа з новим військом вдерся до Чампи. У 1151 році Джая Харіварману I вдалося остаточно розбити війська Вамшараджі, який загинув.
Бажаючи убезпечити себе від подальших вторгнень з боку в'єтів, Джая Харіварман I в 1152 році спрямував до Дайв'єту посольство з даниною. У 1155 році проти нього підняли заколот війська в Пандуранзі, придушення якого розтяглося на 5 років. Лише у 1160 році він встановив міцний мир на всій території держави, наказавши висікти напис з перерахуванням всіх своїх перемог за минулі роки. У тому ж році він направив наступне посольство до Дайв'єту. Також спрямував кілька посольств до імперії Сун.
Разом з захистом він зовнішнього вторгнення багато уваги приділяв відновленню старих і зведення нових храмів. У великому храмовому комплексі Мішона у 1157 році наказав побудувати храм Харімешвари — свого особистого божественного покровителя. При цьому зберіг підтримку культу Ішанабхадрешвари — бога-покровителя чамських царів.
Помер між 1162 і 1167 роками. Йому спадкував син Джая Харіварман II.